# Kevin Lembo
Kevin P. Lembo (sinh ngày 6 tháng 9 năm 1963) là một quan chức dân chủ, hiện đang là Nhà soạn nhạc bang Connecticut, quan chức được bầu toàn bang chịu trách nhiệm báo cáo về tài chính nhà nước, điều hành các kế hoạch chăm sóc sức khỏe cho nhân viên công cộng và người về hưu và thanh toán hóa đơn của nhà nước. Ông lần đầu tiên nhậm chức vào ngày 5 tháng 1 năm 2011. Lembo là cá nhân đồng tính công khai đầu tiên được bầu vào văn phòng toàn bang ở Connecticut.

## Đời tư và giáo dục
Lembo kết hôn với Charles Frey và sống ở Guilford, Connecticut. Họ có ba đứa con trưởng thành. Lembo và Frey cũng là cha mẹ nuôi được cấp phép. Việc nhận con nuôi của cặp vợ chồng lớn nhất đã dẫn đến một vụ kiện chống lại tiểu bang New York sau khi một thẩm phán bác bỏ việc hoàn tất việc nhận con nuôi vì Lembo và Frey là một cặp đồng giới chưa kết hôn.
Lembo kiếm được bằng B.A. tại Charter Oak State College năm 2002 và bằng thạc sĩ quản trị công tại Đại học bang California năm 2004.